# Port de Shanghai

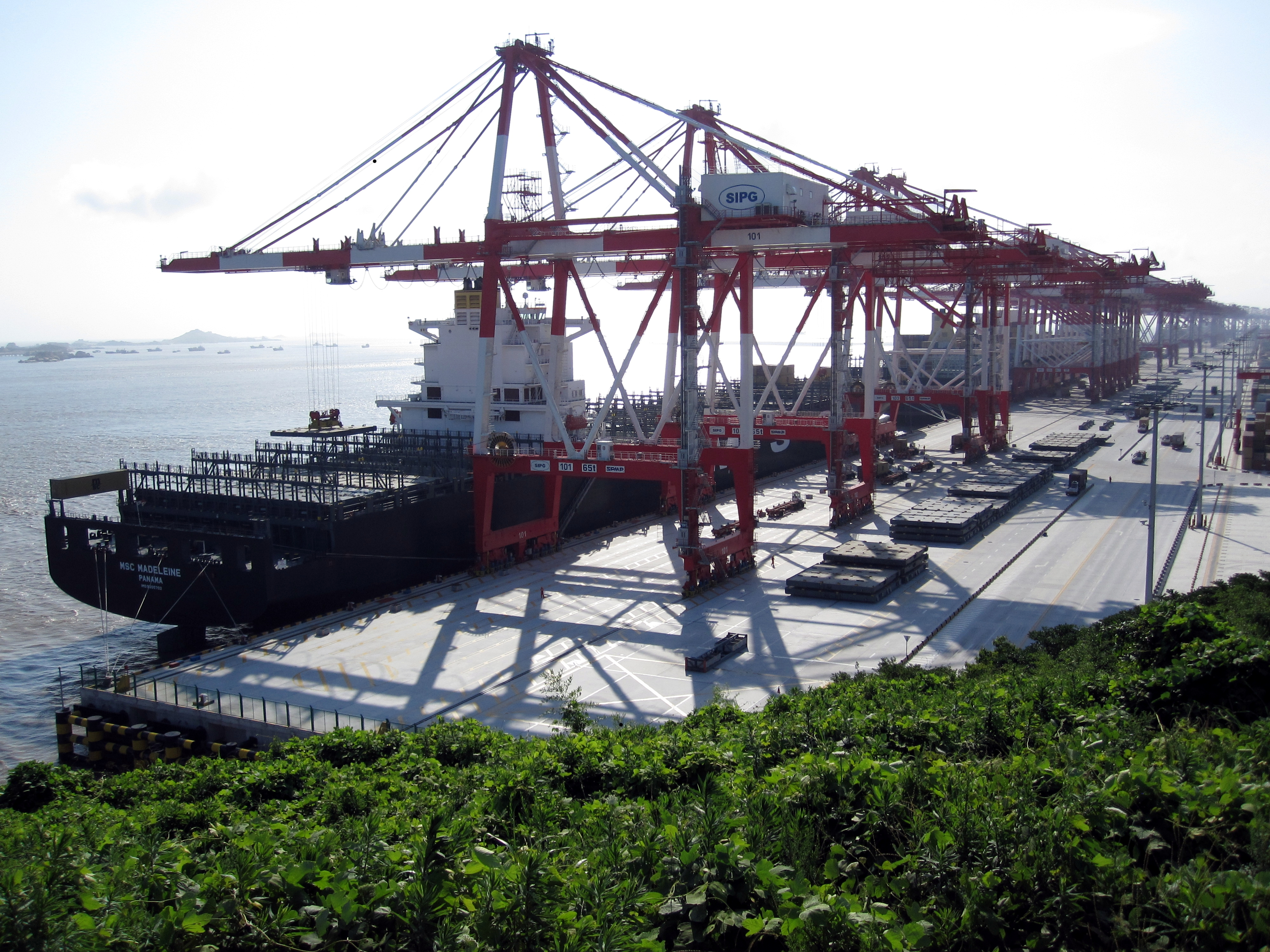
Shanghai és el port de contenidors més ocupat del món.

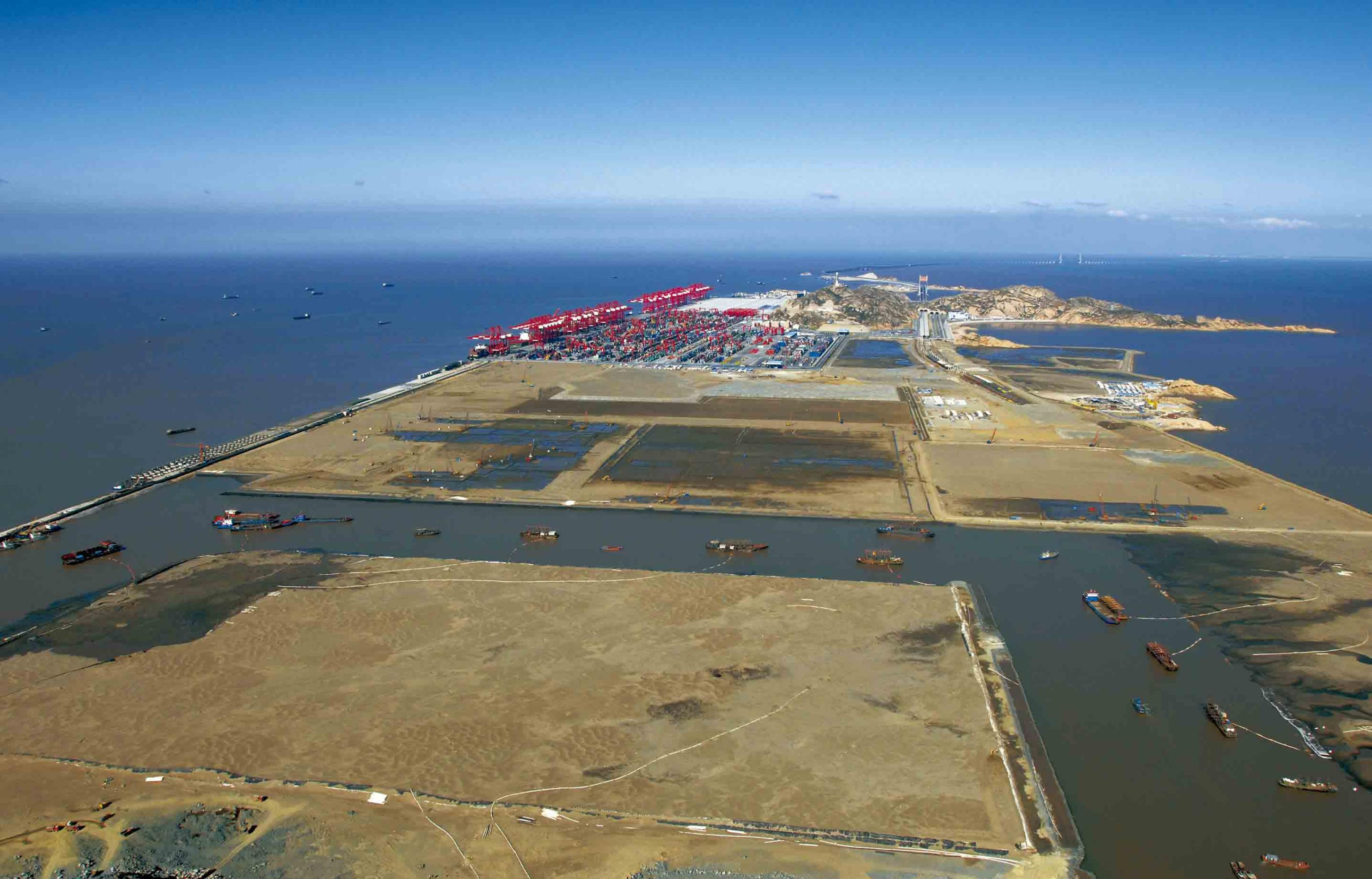
Port d’aigües profundes de Yangshan en construcció

El port de Shanghai (xinès: 上海港; pinyin: Shànghǎi Gǎng; Wu: Zaanhe Kaon), situat a les rodalies de Shanghai, comprèn un port de fondària i un port fluvial.
El 2010, el port de Shanghai va superar el port de Singapur per convertir-se en el port de contenidors més ocupat del món. El port de Shanghai gestionava 29,05 milions de TEU, mentre que el de Singapur tenia mig milió de TEU darrere.
Shanghai va gestionar 43,3 milions de TEU el 2019.
Shanghai és una de les quatre ciutats portuàries del món que es classifiquen com a Megaciutat de grans ports, a causa dels seus alts volums de trànsit portuari i la seva gran població urbana.

## Geografia
El port de Shanghai està orientat cap al mar de la Xina Oriental a l'est i la badia de Hangzhou al sud. Inclou les confluències del riu Iang-Tsé, el riu Huangpu (que entra al riu Iang-Tsé) i el riu Qiantang.

## Administració
El port de Shanghai està gestionat pel Port Internacional de Shanghai, que va substituir l'Autoritat Portuària de Shanghai el 2003. El Port Internacional de Shanghai és una empresa cotitzada en borsa, de la qual el govern municipal de Shanghai posseeix el 44% de les accions en circulació.

## Història
Durant la dinastia Ming, el que avui és la ciutat de Shanghai formava part de la província de Jiangsu (amb una petita part a la província de Zhejiang). Tot i que Shanghai s'havia convertit en una seu del comtat a la dinastia Yuan, va romandre una ciutat relativament petita.
La seva ubicació a la desembocadura del riu Iang-Tsé va conduir al seu desenvolupament a mesura que el comerç costaner va augmentar durant el regnat de l'emperador Qianlong a la dinastia Qing. A poc a poc, el port de Shanghai va superar el de Ningbo i Guangzhou fins a convertir-se en el port més gran de la Xina.
El 1842, Shanghai es va convertir en un port dels tractats, convertint-se així en una ciutat comercial internacional. A principis del segle xx, era la ciutat més gran i el port més gran de l'Àsia Oriental.
El 1949, amb l'establiment de l'estat comunista, el comerç exterior es va reduir dràsticament. La política econòmica de la República Popular va tenir un efecte paralitzant sobre la infraestructura i el desenvolupament del capital de Shanghai.

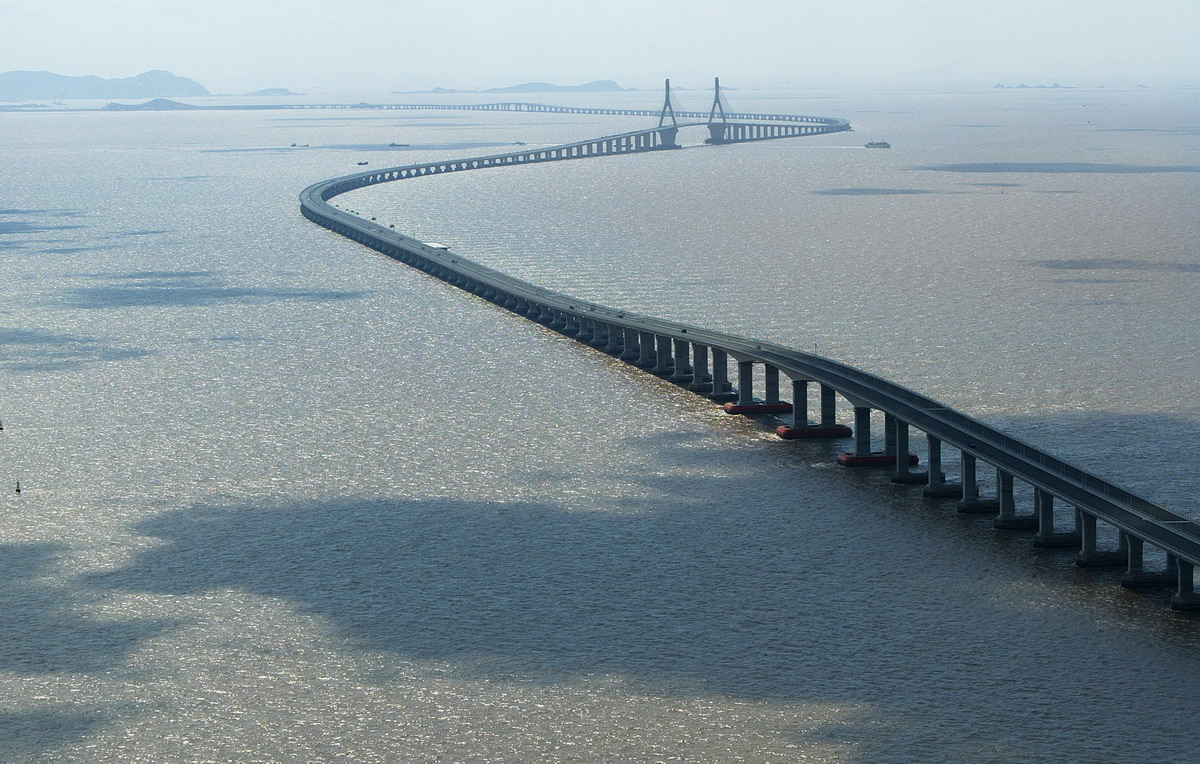
Pont Donghai

El 1991, el govern central va permetre a Shanghai iniciar una reforma econòmica. Des de llavors, el port s’ha desenvolupat a un ritme ràpid. El 2005, el port d’aigües profundes de Yangshan s’havia construït a les illes Yangshan, un grup d’illes de la badia de Hangzhou enllaçades amb Shanghai pel pont Donghai. Aquest desenvolupament va permetre al port superar les condicions d’aigües poc profundes a la seva ubicació actual i rivalitzar amb un altre port d’aigües profundes, el proper port de Ningbo-Zhoushan.

## Economia
El port de Shanghai és un centre de transport de gran importància per a la regió del riu Iang-Tsé i la porta d’entrada més important per al comerç exterior. Serveix a l'interior de les províncies d'Anhui, Jiangsu, Zhejiang i Henan, desenvolupades econòmicament pel Yangtze, amb una població densa, una forta base industrial i un sector agrícola desenvolupat.